# 아리아케정 (구마모토현)
아리아케정(일본어: 有明町)은 일본 구마모토현 아마쿠사군에 있던 정이다.
2006년 3월 27일에, 혼도시·우시부카시, 아마쿠사군 고쇼우라정·구라타케정·스모토정·신와정·이쓰와정·아마쿠사정, 가와우라정과 합병해, 아마쿠사시가 되었다.

## 지리
아마쿠사 제도의 아마쿠사 가미시마 북부에 위치해 있다.

## 역사
- 1956년 6월 1일 - 아마쿠사군 아카사키촌, 구스호촌, 오우라촌,  스지촌, 고쓰우라촌, 시모쓰우라촌, 시마고촌이 합병해 아리아케촌이 성립하였다.
- 1958년 1월 1일 - 정으로 승격해 아리아케정이 되었다.
- 2006년 3월 27일 -  혼도시·우시부카시, 아마쿠사군 고쇼우라정·구라타케정·스모토정·신와정·이쓰와정·아마쿠사정, 가와우라정과 합병해 아마쿠사시가 되었다.

## 교통

### 도로
- 국도 324호선

## 참고 문헌
- 角川日本地名大辞典編纂委員会, 『角川日本地名大辞典 43 熊本県』1987, 角川書店